# Nocny gość
Nocny gość – wiersz Władysława Broniewskiego poświęcony pamięci rosyjskiego poety Siergieja Jesienina. Utwór nawiązuje do rzekomo samobójczej śmierci Jesienina.
Słowa:
„(...) szalone, czerwone słowa
krwią wypisujesz na ścianie.
są nawiązaniem do pożegnalnego wiersza, który Jesienin miał spisać własną krwią, podciąwszy sobie żyły.
Utwór wykorzystujący tekst poety – Nocny gość Władysława B. – nagrał zespół Opozycja. Znajduje się on na pierwszej płycie/kasecie zespołu – Krew bohaterów (1991).
Zespół Pidżama Porno nagrał piosenkę pt. Nocny gość, wykorzystując obszerne fragmenty wiersza. Muzykę skomponował Krzysztof „Grabaż” Grabowski. Utwór znajduje się na płycie Marchef w butonierce. Piosenka ukazała się również na kompilacji zatytułowanej Broniewski, na której znajdują się utwory współczesnych artystów z tekstami poety.